# Kastanjerördrom
Kastanjerördrom (Botaurus eurhythmus) är en östasiatisk fågel i familjen hägrar inom ordningen pelikanfåglar. Den häckar i våtmarker i östra Asien och övervintrar i Sydostasien. Fågeln är fåtalig och minskar i antal, men beståndet anses vara livskraftigt. 

## Utseende
Kastanjerördrom är en liten och mörk häger. Med en kroppslängd på 33–42 centimeter och vingbredden 48–59 centimeter är den större än dvärgrördrom men mindre än kanelrördrom. 
Den har kastanjefärgad rygg (eller fläckig hos honan), ljusare vingar, en svart strimma nerför det ljusa bröstet, svart hätta och stjärt, och i flykten syns tvåfärgade gulbruna och svarta vingar. Näbben är relativt och tjock jämfört med andra små rördrommar, svart under häckningstid och med mörkbrun överhalva och gröngul underhalva resten av året. Benen är grönbruna och undersidan av fötterna gul.

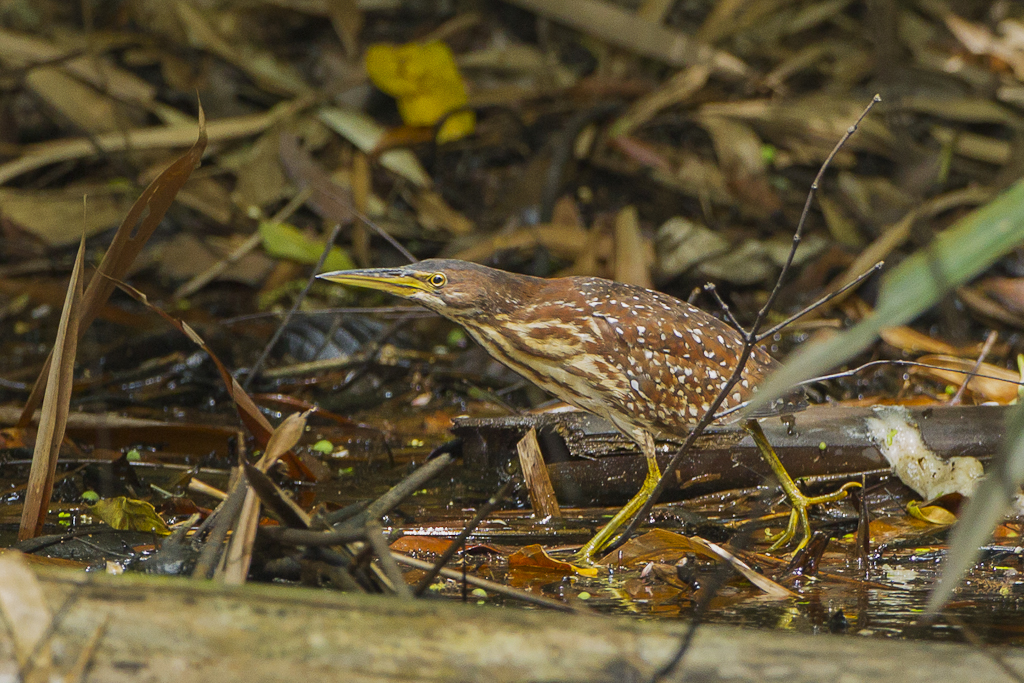
Hona.

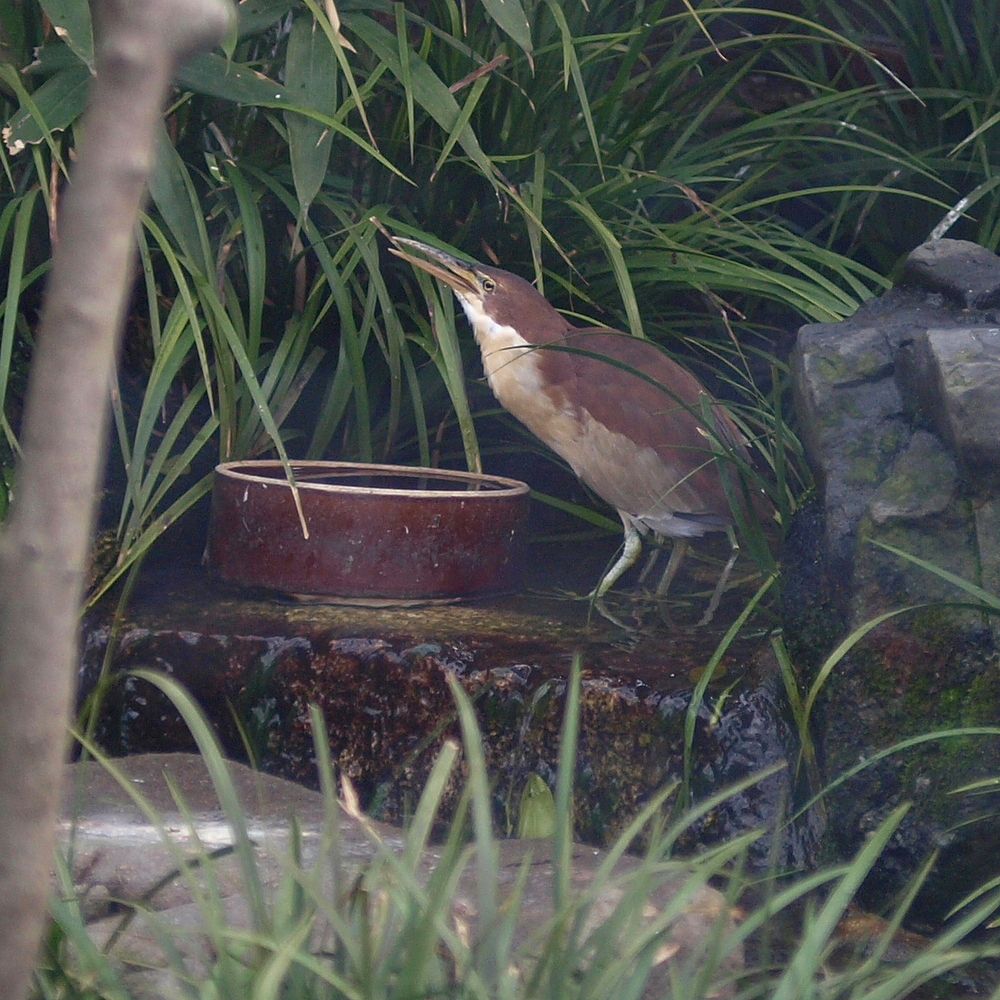
Hane.

## Läten
I flykten hörs låga skrin.

## Utbredning och systematik
Fågeln är en flyttfågel som häckar i östra Asien från sydöstra Ryssland i norr, Japan i öster till Hongkong i söder. Den övervintrar på Malaysia, Filippinerna och Stora Sundaöarna. Arten är en mycket sällsynt gäst i Europa med endast ett fynd, i italienska Piemonte 12 november 1912. Den behandlas som monotypisk, det vill säga att den inte delas in i några underarter.

### Släktestillhörighet
Tidigare placerades arten i Ixobrychus tillsammans med andra små rördrommar, men inkluderas sedan 2024 med de större rördrommarna i Botaurus baserat på genetiska studier. Redan 1987 visade Sheldon med hjälp av DNA-DNA-hybridisering att amerikansk dvärgrördrom står närmare amerikansk rördrom snarare än de två andra Ixobrychus-arterna i studien (kanelrördrom och dvärgrördrom). I Päckert m.fl. (2014) som använde DNA-streckkodning stod amerikansk dvärgrördrom närmare de tre Botaurus-arterna i studien snarare än de övriga Ixobrychus-arterna.
Hruska m.fl. (2023), den hittills mest omfattande genetiska studien av hägrar, bekräftar systerskapet mellan amerikansk dvärgrördrom och Botaurus-rördrommarna, men också att den likaledes amerikanska arten strimryggig dvärgrördrom står närmare denna grupp än övriga dvärgrördrommar. Amerikansk dvärgrördrom och även strimryggig dvärgrördrom skulle därför kunna brytas ut i egna släkten, alternativt flyttas till Botaurus. Med tanke på amerikanska dvärgrördrommens likhet med typarten för Ixobrychus dvärgrördrommen, så pass att de tidigare har behandlats som en och samma art, anses en bättre lösning vara att inkludera alla dvärgrördrommar i ’’Botaurus’’. Att så olikstora arter ryms i ett och samma släkte kan förklaras med att evolutionen i denna grupp gått relativt fort, där stora arter utvecklats snabbt ur mindre.

## Levnadssätt
Arten återfinns i vassbälten, fuktängar och träsk i låglänta floddalar och utmed kuster. I vissa områden hittas den även i jordbruksområden, framför allt vid risfält. I Japan kan den också häcka i torra betesmarker och buskområden.

### Föda
Dess föda är dåligt känd, men tros bestå av småfisk, grodor, räkor, gråsuggor och tånglöss, allehanda insekter och deras larver. I högre belägna områden på Borneo äter den mest stora gräshoppor. Den födosöker mest i skymning och gryning, möjligen även nattetid.

### Häckning
Arten häckar mellan maj och juli i Kina och Ryssland, i Japan maj–augusti. Den häckar ensamt i gräs nära vatten, ofta nära eller på marken. Honan lägger tre till sex vita ägg som ruvas i 16–18 dagar av båda föräldrar.

## Status och hot
Arten har ett stort utbredningsområde och en stor population, men tros minska i antal på grund av habitatförstörelse, dock inte tillräckligt kraftigt för att den ska betraktas som hotad. IUCN kategoriserar därför arten som livskraftig (LC). Världspopulationen uppskattas till mellan 1 000 och 25 000 individer.

## Namn
Fågeln kallades tidigare Schrencks dvärgrördrom efter ryska zoologen och etnografen Leopold von Schrenck (1826–1894). Den tilldelades dock 2024 ett mer informativt namn av BirdLife Sveriges taxonomikommitté.